# 长岭镇 (重庆市)
长岭镇，是中华人民共和国重庆市万州区下辖的一个乡镇级行政单位。

## 行政区划
长岭镇下辖以下地区：
长岭岗社区、梨花路社区、青石社区、响滩社区、龙立村、东桥村、老土村、乔家村、立苇村、安溪村、茶店村、凉水村、板桥村、双龙村和鹿池村。